# Live = Vivant
 (janvier 2012).
Si vous disposez d'ouvrages ou d'articles de référence ou si vous connaissez des sites web de qualité traitant du thème abordé ici, merci de compléter l'article en donnant les références utiles à sa vérifiabilité et en les liant à la section « Notes et références ».
Albums de Jean-Louis Aubert
Roc éclair
(2010) Les parages du vide
(2014)
Singles
Live = Vivant est un album live du chanteur de rock français Jean-Louis Aubert. Il témoigne de la tournée qui a suivi la parution de l'album Roc éclair en 2010, tournée qui a débuté le 9 avril 2011 à Évry pour se terminer le 2 août 2012 à Avenches en Suisse, représentant au total 82 dates, avec notamment une soirée au Palais omnisports de Paris-Bercy le 28 novembre 2011.
La tournée a vu Aubert passer au Palais omnisports de Paris-Bercy mais également donner 21 concerts dans des Zénith, dont quatre soirs à la suite du 27 au 30 avril au Zénith de Paris[réf. nécessaire]. 
Le samedi 3 mars 2012, Jean-Louis Aubert reçoit sa première Victoire de la musique en solo dans la catégorie « Spectacle/Tournée de l'année » pour son Roc'Éclair Tour[réf. nécessaire]. 

## Personnel
Contrairement à sa précédente tournée où Jean-Louis Aubert était seul en scène, il était accompagné pour celle-ci par neuf musiciens  :
- Richard Kolinka : batterie
- Denis Benarrosh : batterie, percussions
- Thomas Semence : guitares, chœurs
- Sébastien Chouard  : guitares, chœurs
- Guy Delacroix : basse
- Jean-Luc Léonardon: claviers, accordéon, chœurs
- Julien Chirol : Trombone
- Michel Feugère : Trompette
- Frédéric Couderc : Saxophone

## Bercy

### Présentation
Le 28 novembre 2011, Jean-Louis Aubert et ses musiciens se sont arrêtés au Palais omnisports de Paris-Bercy, devant 18 000 personnes[réf. nécessaire], pour un concert diffusé en direct dans plus de cinquante cinémas dans toute la France. Pendant ce concert, enregistré pour la sortie ultérieure d'un DVD et d'un CD live, Aubert a interprété, en 2 h 25, 21 titres au total[réf. nécessaire]. Le DVD et le CD live sortent le 19 novembre 2012.

### Titres interprétés
1. Maintenant, je reviens
2. Demain sera parfait
3. C'est con mais bon
4. Alter ego
5. Ailleurs
6. Les plages
7. Argent trop cher
8. À ceux qui passent
9. Les lépidoptères
10. Locataire
11. Demain, là-bas, peut-être
12. Loin l'un de l'autre
13. Le jour s'est levé
14. Marcelle
15. Juste une illusion
16. Temps à nouveau
17. Puisses-tu
18. Ça (C'est vraiment toi)
19. On aime
20. Un autre monde (Intro : Au clair de la lune)
21. Voilà, c'est fini